# Capsiceae
Capsiceae biljni tribus iz porodice krumpirovki ili pomoćnica, dio je potporodice Solanoideae. Pleme je opisao Barthélemy Charles Joseph Dumortier 1827. godine. 
Pripadaju mu dva roda. Ime tribusa dolazi po rodu Capsicum među kojima je najpoznatiji predstavnik paprika.

## Rodovi
1. Lycianthes (Dunal) Hassl. (154 spp.)
2. Capsicum L. (43 spp.)